# Giovanni Battista Ricci
Giovanni Battista Ricci, surnommé Il Novara, né à Novara vers 1537 et mort à Rome en 1627, est un peintre italien de la fin de la période maniériste et du début du baroque, actif principalement à Rome.

## Biographie
Ricci, né en Lombardie, s'installe à Rome sous le pontificat du pape Grégoire XIII et s'inscrit à la confrérie des peintres romains en 1581. Il participe de 1590 à 1593 à l'élaboration des fresques de la Scala Santa de la basilique Sainte-Marie-Majeure et à la décoration de San Marcello, de 1597 à 1613.
Influencé par le style de Federico Zuccari, il travaille en 1611 aux décors de la Bibliothèque apostolique vaticane, où il peint les fresques des deux Salles Paulines, commande du pape Paul V, ainsi qu'à celles de l'église Santissima Trinità dei Pellegrini.
De 1617 à 1620, Ricci collabore avec son compatriote lombard Cristoforo Greppi (en) au projet et à la réalisation des fresques de la chapelle Castellani de San Francesco a Ripa.
Ricci et ses élèves réalisent des peintures et des fresques de l'église San Giacomo Scossacavalli (en) du Borgo, détruite en 1937.
Ricci est resté célèbre pour ses esquisses au crayon et à l'encre brune ; quelques études à la craie nous sont également parvenues.